# فؤاد حاجی
فؤاد حاجی (انگلیسی: Fouad Hajji؛ زادهٔ ۸ دسامبر ۱۹۸۲) بازیگر مراکشی‌تبار اهل بلژیک است. وی مدرک کارشناسی فناوری اطلاعات و کارشناسی ارشد بازرگانی بین المللی دارد.
از فیلم‌ها یا برنامه‌های تلویزیونی که وی در آن نقش داشته است، می‌توان به ۱۰۰۰ راه برای مردن، ان‌سی‌آی‌اس: لس آنجلس، خانم وزیر، پادشاهی حیوانی، سپید همچون برف، آرگو و جک و جیل اشاره کرد.